# Mare Anguis
Mare Anguis (Mar da Serpente) é um mar lunar de 150 km de diâmetro, localizado no lado visível da Lua. O Mare Anguis formou-se na época nectárica. Como a maioria dos mares lunares, a superfície do Mare Anguis é escura, indicando que ela foi preenchida com basalto vulcânico.